# Загородный проспект
За́городный проспе́кт — проспект в Центральном и Адмиралтейском районах Санкт-Петербурга. Проходит от Владимирской площади до Технологической площади, продолжая Владимирский проспект.
Большая загородная дорога появилась в начале 1730-х годов на месте старинной пешеходной тропы, ведущей к Екатерингофу. Загородной она называлась, поскольку в первой половине XVIII века, когда южная граница города проходила по Фонтанке, прилегающие территории были загородными. Официальное название было учреждено в 1739 году Комиссией о Санкт-Петербургском строении. В современной форме наименование известно с 1798 года.

## История

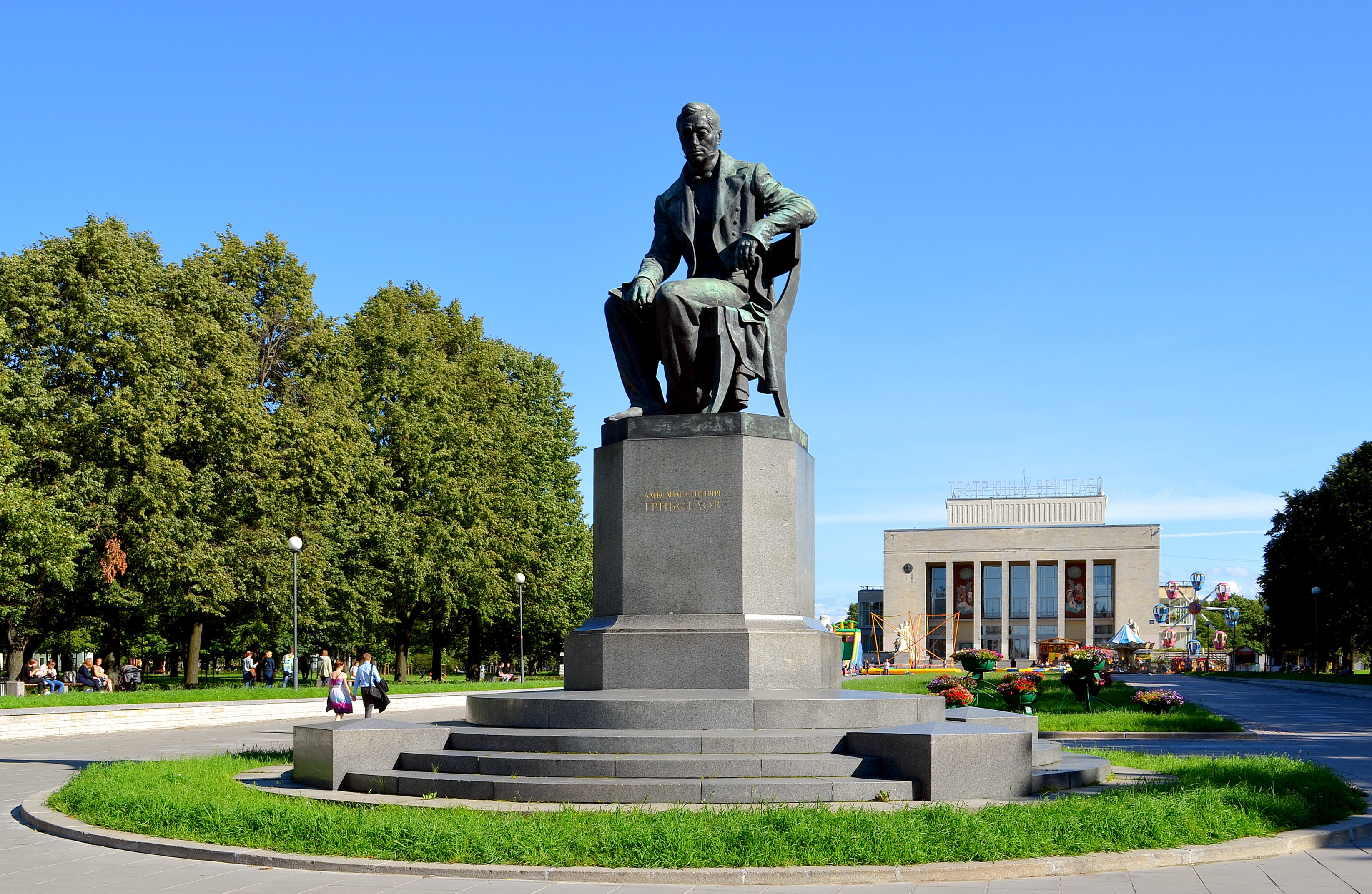
Пионерская площадь. Памятник А. С. Грибоедову, ТЮЗ

### Слобода Лейб-гвардии Семёновского полка
Почти одновременно с возникновением дороги, большой участок слева от неё был отведен Семёновскому полку. Слобода эта называлась в народе Семенцы и занимала пространство, между нынешними Звенигородской улицей, Обводным каналом, Загородным и Обуховским (ныне Московским) проспектом. От будущего Загородного проспекта прорубили просеки, ставшие позже проездами, а затем улицами. Вдоль них появились деревянные казармы и дома для офицеров. Около ста лет проезды именовались линиями с номерами по номерам рот (с 1-й по 5-ю и 7-я, так как проезд в расположении 6-й роты: нынешняя Бронницкая улица, — назывался по полковому госпиталю — Госпитальной улицей). В 1858 году все эти улицы были названы по уездным городам Московской губернии, а в городском обиходе появилось мнемоническое правило для запоминания их порядка: «Разве можно верить пустым словам балерины» (Рузовская, Можайская, Верейская, Подольская, Серпуховская и Бронницкая).
В 1798—1800 годах по Загородному проспекту и прилегающим улицам были построены каменные казармы (архитекторы Ф. И. Волков, Ф. И. Демерцов). Казармы неоднократно перестраивались на протяжении XIX — начала XX веков, но некоторые корпуса, хотя и в изменённом виде, существуют и в наши дни (например, офицерский дом, расположенный по адресу Загородный пр., дом № 54). По общему плану, разработанному Ф. И. Волковым и Ф. И. Демерцовым, все военные здания образовывали компактное каре вокруг плац-парада.
Плац Семёновского полка занимал обширное пространство между современными Загородным проспектом, Звенигородской и Бронницкой улицами и Обводным каналом. В отечественной истории Семёновский плац известен не только, как место для учений Семёновского и квартировавших по-соседству лейб-гвардии Егерского и Московского полков, но и как место казни «Петрашевцев» 22 декабря 1849 года (в последний момент смертная казнь была заменена каторжными работами). 3 (15) апреля 1881 года на плацу повесили «Народовольцев» — участников покушения на Александра II: А. И. Желябова, С. Л. Перовскую, Н. И. Кибальчича, Т. М. Михайлова, Н. И. Рысакова.
В 1880-х годах бывший плац Семёновского полка перешёл к Обществу рысистого коннозаводства и до 1940 года там размещался ипподром. С 1884 года здесь проводились соревнования велосипедистов, а в 1893 году прошёл первый в Петербурге футбольный матч. Во время войны на территории бывшего Семёновского плаца располагались подразделения зенитчиков. После войны пустырь был благоустроен и в 1962 году было открыто новое здание Театра Юного Зрителя (ТЮЗ) (арх. А. В. Жук). С сентября 1962 года пространство между улицей Марата и Загородным проспектом называется Пионерская площадь.

### Пять углов

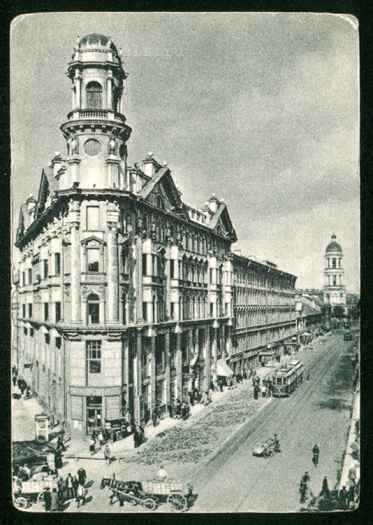
Дом у Пяти углов

Загородный проспект вместе с улицами Рубинштейна (бывшей Троицкой), Разъезжей и Ломоносова (бывший Чернышев переулок) образуют перекрёсток, называемый Пять углов.
Угол Загородного и Рубинштейна (Загородный проспект, 11) застроен большим доходным домом с башней, построенном в 1913 году по проекту А. Л. Лишневского. Дом является архитектурной доминантой перекрёстка и одним из знаковых символов города.
Дом № 18 по Загородному проспекту — дом В. П. Капниста (1790-е годы).
В дом на углу Загородного проспекта и Чернышева переулка (ул. Ломоносова) (Загородный проспект 13/15) в 1800 году было переведено Коммерческое училище. Это было первое в России торговое учебное заведение для купеческих детей. Оно было основано в Москве П. А. Демидовым в 1782 году при воспитательном доме и переведено в Санкт-Петербург по инициативе императрицы Марии Федоровны и просуществовало у Пяти углов до конца XIX века, после чего занимаемый им дом стал жилым.

### Витебский вокзал

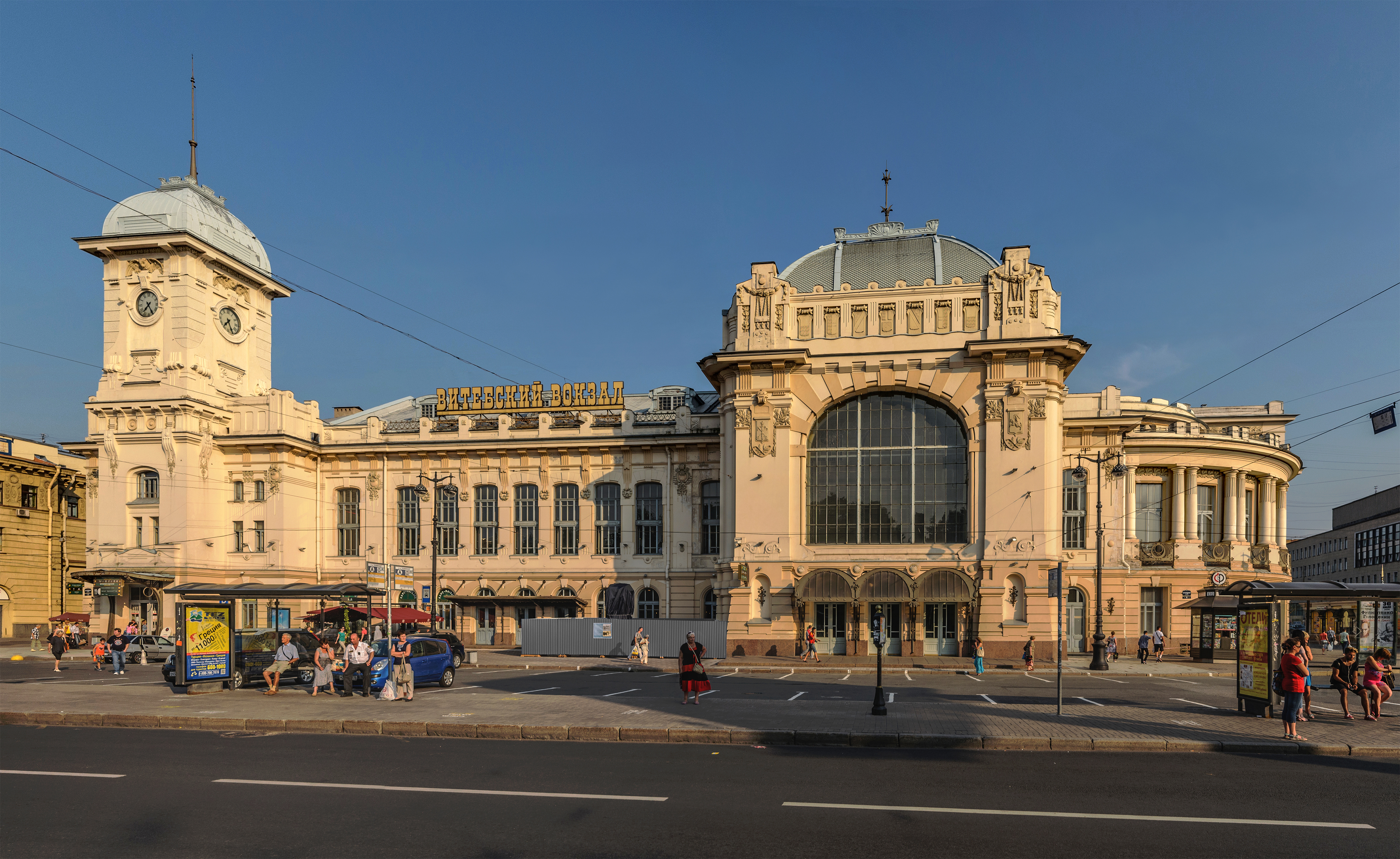
Витебский вокзал

На участке по адресу Загородный проспект дом № 52 находится Витебский (бывший Царскосельский) вокзал. Царскосельский вокзал — первый железнодорожный вокзал первой российской железной дороги. Макет поезда с паровозом «Проворный», отправлявшегося отсюда в 1837 году установлен на Витебском вокзале в 1987 году. Современное здание вокзала (1902—1904, архитекторы С. А. Бржозовский, С. И. Минаш) является памятником Петербургского модерна.

### Музеи
Загородный, дом № 28 — Музей-квартира Н. А. Римского-Корсакова (1844—1908) — филиал музея театрального и музыкального искусства. Расположен в дворовом флигеле в квартире, занимаемой Н. А. Римским-Корсаковым с 1893 по 1908 год. Здесь были созданы большинство из его знаменитых опер, в том числе: «Садко», «Сказка о царе Салтане», «Царская невеста», «Золотой петушок». После смерти композитора подлинные предметы обстановки были сохранены его потомками. Мемориальный музей был открыт по их же инициативе 27 декабря 1971 года. По подлинности интерьеров музей по праву стоит в одном ряду с крупнейшими композиторскими музеями России. В музыкальном зале музея устраиваются лекции и концерты.
Лазаретный переулок, дом № 2 — Военно-медицинский музей — крупнейший российский историко-медицинский музей мирового класса. Основан в 1942 году в Москве и переведён в Ленинград в 1945 году. Он расположен в здании бывшего госпиталя Семёновского полка. Здание является архитектурным памятником конца XVIII века. Реконструировано в 1946—1951 годах по проекту архитектора Б. Н. Журавлёва и И. М. Чайко. На фасаде между колоннами установлены скульптурные портреты выдающихся деятелей отечественной медицины Н. И. Пирогова, С. П. Боткина, И. П. Павлова, 3. П. Соловьёва, Н. Н. Бурденко.

### Достопримечательности

Загородный проспект, 15 — 17

- Дом № 1 — дом Тычинкина, больше известный в наше время как Дом Дельвига. Дом был построен в 1811—1813 годах для купца Тычинкина по проекту архитектора М. А. Овсянникова[4]. В этом доме, принадлежавшем домовладельцу Тычинкину с 1829 года и до смерти жил Антон Дельвиг — поэт, издатель, друг и лицейский однокашник А. С. Пушкина. В этом доме Дельвиг готовил к изданию «Литературную газету» и «Северные цветы». Салон Дельвига, в котором бывали А. С. Пушкин, В. А. Жуковский, В. Ф. Одоевский, П. А. Плетнёв, играл большую роль в культурной жизни Петербурга. В 1980-х годах дом был запланирован к сносу в ходе подготовки строительства станции метро «Владимирская-2» («Достоевская»). Однако в результате всплеска общественного возмущения «дом Дельвига» — один из символов пушкинского Петербурга — удалось отстоять. Метростроители изыскали возможности построить станцию, не разрушая историческое здание.

Кроме дома у Владимирской площади, на Загородном существует ещё один «Дельвиговский адрес» — дом Кувшинникова (участок дома 3).
- Дом № 3/17 — Дом купца Рогова, построенный в 1831 году по проекту архитектора А. И. Мельникова. Этот жилой дом являлся характерным образцом архитектуры пушкинского Петербурга и был включён в список вновь выявленных объектов «представляющих историческую, научную, художественную или иную культурную ценность»[5]. Однако в 2006—2007 годах в центре города начали интенсивно сносить дома[6], и над домом Рогова тоже нависла угроза уничтожения. 26 августа 2012 года дом Рогова был снесён[7][8].

- Дом № 8 — в доме № 8 по Загородному проспекту в квартире «живописных дел цехового мастера», художника-декоратора и орнаменталиста В. Г. Ширяева в 1832—1838 годах жил его ученик — известный поэт и художник, один из основоположников современного украинского языка, — Тарас Шевченко. В этот период Шевченко написал «Смерть Богдана Хмельницкого», портреты П. В. Энгельгардта, Е. П. Гребенки. В 1961 году на доме установлена мемориальная доска с надписью: «В этом доме 1832—1838 годах жил великий украинский поэт, революционный демократ Тарас Григорьевич Шевченко».

- Дом № 22 — в этом доме в 1864—1878 годах жил С. П. Боткин — выдающийся врач-терапевт и общественный деятель. В его доме устраивались так называемые «боткинские субботы», собиравшие деятелей науки, литераторов, музыкантов, художников.

- Дом № 26 — дом А. В. Дехтеринского, построен до 1884 года, арх. Александр Гольм[9].

- Между домами 15 и 17 с 2018 располагается сквер Довлатова[10].

- Дом № 23 — в этом доме в 1914—1915 годах жил А. Ф. Керенский.

- Дом № 27 — Филармония джазовой музыки.

- Дом № 38 — Джазовый сквер.

- Дом № 42 — доходный дом В. Е. Петрова; сведения о застройке участка восходят к 1870 годам, а существующее каменное здание было возведено на месте прежнего деревянного особняка в 1879 году по проекту архитектора Е. П. Варгина[11].

- Участок между домами № 45 и № 47 занимает Введенский сад. Был разбит в 1864 году. Дважды перепланирован: в 1880 году (И. П. Визе)[12] и в 1927—1928 годах (Р. Ф. Катцер). На территории сада сохранился фонтан и фундамент снесённого в 1932 году Введенского собора лейб-гвардии Семеновского полка (архитектор К. А. Тон).

Композиторы на Загородном проспекте.
Кроме Н. А. Римского-Корсакова (дом № 28) на Загородном в разное время жили П. И. Чайковский (дом № 25), М. И. Глинка (дом № 42), А. Г. Рубинштейн (дом № 5).

### Другие здания

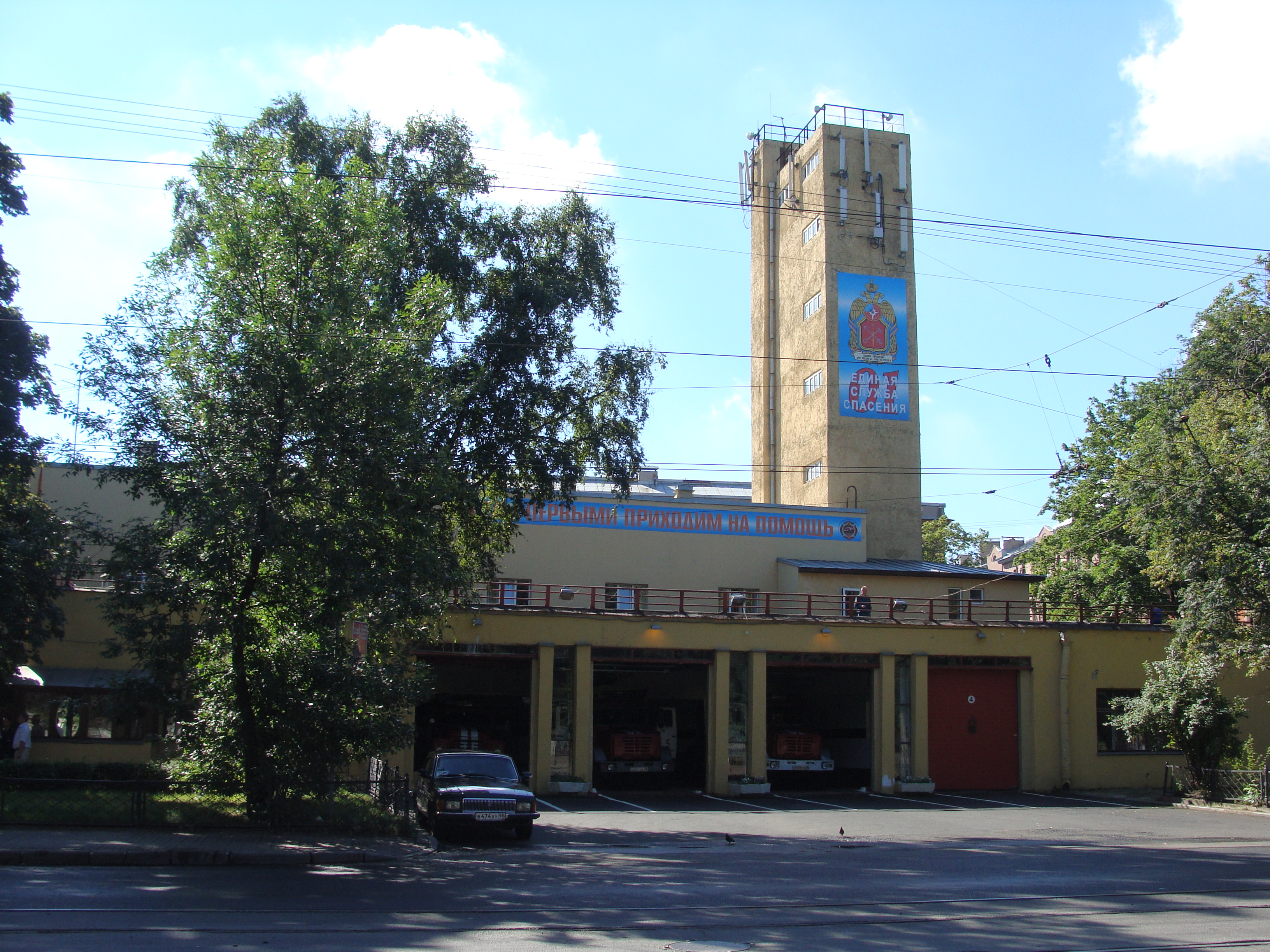
Пожарная часть, дом 56

- Дом № 7 — дом с часовней Божьей матери Коневской (1863—1864).  ОКН № 781510358280015№ 781510358280015
  - Дом № 7, литера А — подворье Коневецкого монастыря[13].
- В доме № 13 жил известный актёр Александринского театра К. А. Варламов. Именно в этом доме проходили встречи «У дяди Кости». Варламов, уже болел тогда слоновой болезнью и часто сидел в углу с «великими старухами» Александринки, разглядывая альбомы по вышивке. Он ею увлекался и хорошо вышивал. Именно на этих встречах завязался союз Комиссаржевской и Ходотова, когда Варламов по старой традиции назначал танцевальные пары[14]. Угловой дом, также имеющий номер 13 по Загородному проспекту — старое здание Коммерческого училища, перестроенное под Мариинскую женскую гимназию и доходный дом.
- дом № 37 — Съезжий дом Московской части, 1-я четверть XIX века[15].
- Угол Загородного проспекта (дом № 39) и Гороховой улицы (дом № 79) — доходный дом В. А. Ратькова-Рожнова. Первоначальный проект В. А. Шретера (1885—1886, строительство Л. Н. Бенуа).
- На углу Загородного проспекта (дом № 58) и Можайской улицы (дом № 1) находится бывший доходный дом (1847, архитектор В. Е. Морган).
- На участке дома № 62 (угол с Верейской, дом № 1) находилась латышская церковь Христа Спасителя. Первоначальный проект составил В. Е. Морган в 1846 году, построена в 1847—1849 годах О. В. Бремером. Позже церковь перестраивалась и расширялась. До наших дней не сохранилась.
- По адресу Загородный проспект, 68 (на углу с Серпуховской) находится бывший дом Н. Ф. Целибеева, в котором с 1906 по 1918 год размещались Высшие женские политехнические курсы.

### Памятники
- Памятник А. С. Грибоедову на Пионерской площади (скульптор В. В. Лишев, архитектор В. И. Яковлев) открыт 23 ноября 1959 года.
- Памятник Г. В. Плеханову — перед зданием Технологического института (скульпторы И. Я. Гинцбург, М. Я. Харламов, архитектор Я. Г. Гевирц). Открыт 3 мая 1925 года.
- Памятник мужеству пожарных — Загородный пр., дом № 56 (скульптор А. С. Маркин). Открыт 11 сентября 1997 года.
- Памятник Н. И. Пирогову — Загородный пр., дом № 47, Военно-медицинская академия (бывшая Обуховская больница) (скульптор И. В. Крестовский, архитектор Л. В. Руднев). Открыт 28 апреля 1932 года.

## Происшествия
- 7 апреля 2023 года на проспекте произошло ДТП с участием троллейбуса и актрисой дубляжа Еленой Шульман. Трагедия произошла в 17:45 на остановке общественного транспорта около дома № 13. Актриса, разговаривая по телефону, случайно вышла на проезжую часть и не заметила приближающийся троллейбус. Водитель, заметив женщину, применил экстренное торможение, но остановить троллейбус не удалось и Шульман попала под переднее колесо. От полученных травм актриса скончалась утром 9 апреля, не дожив всего одного дня до своего 54-летия[16].

## Транспорт
По всему проспекту проходит троллейбусная линия, а на участке от Звенигородской улицы до Московского проспекта — трамвайная. По части проспекта в направлении от Звенигородской улицы до Владимирской площади разрешено движение только общественного транспорта.
Троллейбусы: № 3, 8, 15 (по всему проспекту), 12 (от Гороховой улицы до Владимирского проспекта), 17 (от Московского проспекта до Гороховой улицы.
Трамвай: № 16 (от Московского проспекта до Звенигородской улицы).
Автобусные маршруты: № 225, 262, 290.
Движение трамвая в блокадном Ленинграде началось именно на Загородном проспекте. 7 марта 1942 года, в день подачи напряжения на Клинскую подстанцию, работниками Ленинградского трамвайно-троллейбусного управления был приведён в ходовое состояние и запущен грузовой моторный вагон, находившийся возле пересечения с Рузовской улицей.